# Ненад Николић (уметник)
Ненад Николић (Београд, 1952) је српски историчар уметности и ликовни уметник. Суоснивач је Београдског графичког троугла и бивши кустос Продајне галерије „Београд“. Члан је Удружења ликовних уметника Србије.

## Биографија
Ненад Николић је рођен у Београду 1952. године. Дипломирао је на Филозофском факултету Универзитета у Београду, Одељење за историју уметности, под менторством Лазара Трифуновића. По сопственим речима, Николић је „заобилазним путем“ ликовне теорије закорачио у свет уметности. У својству тумача визуелне културе постаје кустос Продајне галерије „Београд“, где покреће годишњу смотру „Беографика“. Излаже на 30 самосталних и 300 колективних изложби.

## Теме и мотиви у делима
Николићев опус, сачињен од цртежа и графика, прожет је алузијама на митологију и светску књижевност, а најпознатији је по делима инспирисаним ликовима из романа „Дон Кихот“ шпанског писца Мигела де Сервантеса.  Његова реинтерпретација историјског наслеђа је слободна и лепршава, и огледа се, између осталог, у стапању различитих културних и верских образаца. За себе истиче да није склон апстракцији, и да преферира визуелну нарацију богату садржајем. Значајан утицај представљали су и сликари који су излагали у Продајној галерији „Београд“, од којих је добијао стручне смернице док је био на радном месту кустоса. Његово ликовно стваралаштво је у великој мери одређено и животом на Косанчићевом венцу, „продужетком Калемегдана“, који Николић назива још и „живим сећањем.“